# رأس الجورة
رأس الجورة هي منطقة تجمع سكني في مدينة الخليل، تقع على المدخل الشمالي لمدينة الخليل في الضفة الغربية.
تتبع مجلس بلدي مدينة الخليل، تعتبر أحد المعالم والمناطق التاريخية في محافظة الخليل، وقعت فيها معركة رأس الجورة (جورة بحلص) في عام 1938 بين ثوار فلسطين والجيش البريطاني، وهي المدخل الشمالي الرئيسي لمدينة الخليل الذي يربط مدينة الخليل مع المناطق الشمالية في الضفة الغربية.